# Arena Hash
Arena Hash fue una banda peruana de rock formada en 1985 por Pedro Suárez-Vértiz como voz y guitarra, su hermano Patricio Suárez-Vértiz en el bajo, Arturo Pomar Jr. en la batería y en 1988 ingresa Christian Meier en el teclado.

## Historia

### Inicios y formación
Los inicios de la banda se dieron en las aulas del colegio María Reina Marianistas de San Isidro en 1983. El origen del nombre de la banda surge cuando Pedro deseaba un nombre compuesto para el grupo y Álex Kornhuber (Alexander Noel Kornhuber Villa) pedía que una de las palabras tuviera que ver con la playa, el mar y cosas por el estilo. Pensaron en Arena Blanca, Arena Azul, entre otros nombres; pero para Pedro era muy cursi y sin fuerza, quería ponerle colores. Entonces, pensaban en la palabra Hash que sonaba a hachís. Aquel juego de doble sentido le gustaba a Pedro, pero le incomodaba que sea una palabra inglesa, que significa 'picadillo'. Entonces Pedro estaba en el salón de clase con Álex y se pasaban papelitos con las diferentes combinaciones. Cuando recibió el de Arena Hash, le encantó y todos estuvieron de acuerdo con el nombre. Luego Pedro envió el primer casete a la emisora de radio Doble Nueve y se arrepintió, porque no le gustaba la palabra Hash, la cual tachó para que el nombre quede solo en Arena. Pero a la radio le encantó lo que se traslucía en el tachón y los anunció como Arena Hash.
En sus inicios, la banda empezó haciendo garage rock y grabaron una canción de estilo hard rock o heavy metal titulada Difamación. Este tema fue difundido única y exclusivamente por la emisora de radio Doble Nueve 99.1 FM, e incluso figuró en su clasificación semanal en el último trimestre de 1985, siendo su primer sencillo en esa época, pese a no contar en ese momento con el respaldo de un sello discográfico. Curiosamente esta canción no se incluye en ningún álbum, pero gracias a ella habían iniciado su camino hacia la popularidad.
En 1987 hay un cambio en el grupo con la salida de Álex Kornhuber por motivos personales y el ingreso de Christian Meier en el teclado, ya en enero de 1988.
La banda quedaría conformada por Pedro Suárez-Vértiz en voz y guitarra, su hermano Patricio Suárez-Vértiz en el bajo, Arturo Pomar Jr. en la batería y Christian Meier en el teclado.

### Arena Hash(1988-1990)
En 1988 editan, entre enero y abril, su primer álbum debut titulado Arena Hash. El primer sencillo del álbum en difundirse en las emisoras de radio fue el new wave-funk-rap Kangrejo (Sacudía), luego le seguiría el sencillo de estilo new wave-ska titulado Cuando la cama me da vueltas, que se convirtió en la número uno en las diferentes emisoras de radio limeñas del Perú.
De este primer disco, sonaron también los temas Me resfrié en Brasil, No cambiaré, ambos de estilo new wave, además del new wave-funk Stress y el hard rock o heavy metal Rompe-orejas, una reminiscencia de sus inicios. En 1989 Arena Hash realizó una serie de conciertos tanto en Lima como en provincias, llenaron estadios, coliseos y fue uno de los pocos grupos que se convirtieron en ídolos de multitudes.
En 1990 comenzó a sonar Materialismo sexual, tema que se incluyó en su segundo disco; pero que no alcanzó el éxito de sus anteriores hits.

### Ah, ah, ah(1991-1993)
En 1991 aparece la segunda producción discográfica de titulada Ah, ah, ah. El primer videoclip de esta producción fue el new wave-funk El rey del ah, ah, ah, tema que se convirtió en todo un éxito. Además, también sonó la canción new wave Y es que sucede así, que se convirtió rápidamente número uno en todas las radios peruanas. También sonaron otros sencillos del disco como el new wave-funk A ese Infierno no voy a volver y la melancólica balada new wave Cómo te va mi amor. Otra canción poco conocida del disco fue el new wave-reggae Quiero vivir tal vez sin amor.
El sábado 15 de mayo de 1993, Arena Hash dio su último concierto (sin haberlo anunciado) en el coliseo del Colegio San Agustín junto con Frágil, siendo teloneros de la banda Foreigner. Luego de ello, el grupo se disuelve para dar paso a proyectos personales de cada uno de sus integrantes.

### Después de Arena Hash
En 1995 sale a la venta Del archivo de… Arena Hash, que viene a ser la reedición de su primer álbum, en el que se incluye un tema de Pedro Suárez-Vértiz y además tres versiones simuladas en vivo, una de ellas vendría a ser Me resfrié en Brasil (versión simulada en vivo). Cabe recordar y destacar que esta banda es comparada con Soda Stereo de Argentina como una versión peruana de la misma debido a los integrantes conocidos canciones de calidad y que curiosamente y coincidentemente sus líderes murieron jóvenes recordemos que Pedro Suárez Vertiz falleció el 28 de diciembre de 2023 a la edad de 54 años

## Discografía
- Arena Hash (1988)
- Ah, ah, ah (1990)
- Del archivo de… Arena Hash (1995)

### Sencillos
- Difamación (1985)
- Kangrejo (Sacudía) (1988)
- Cuando la cama me da vueltas (1988)
- Me resfrié en Brasil (1988)
- Stress (1988)
- No cambiaré (1988)
- El rey del ah, ah, ah (1991)
- Y es que sucede así (1991)
- A ese infierno no voy a volver (1991)
- ¿Cómo te va mi amor? (1991)

### Videos musicales
- El rey del ah, ah, ah (1991)
- Y es que sucede así (1991)
- A ese infierno no voy a volver (1991) (dos versiones)